# Carl-Gustaf Styrenius
Carl-Gustaf Yngve Styrenius, född 17 juni 1929 i Helsingborg, död 12 januari 2023 i Solna, var en svensk arkeolog och museiman. Han var chef för Medelhavsmuseet i Stockholm 1971–1989. 
Carl-Gustaf Styrenius studerade vid Lunds universitet där han blev fil.mag. 1954 och fil.lic. 1961. I Lund var han 2:e amanuens vid universitetets klassiska institution 1950–1954 och 1:e amanuens vid Antikmuseet 1956–1959. Styrenius blev fil.dr. 1967, då han disputerade på avhandlingen Submycenaean Studies, och docent i klassisk fornkunskap och antikens historia i Lund samma år. Han utsågs 1963 till t.f. föreståndare för Svenska institutet i Athen och var institutets föreståndare 1967–1970, samt var kulturattaché vid svenska ambassaden i Athen 1963–1970. Han deltog i arkeologiska utgrävningar vid Tell Sukas i Syrien 1961, i Asine 1970–1974 och i Chania 1969–1990 (båda i Grekland) och i Kartago i Tunisien 1979–1983.
Carl-Gustaf Styrenius blev tillförordnad professor i Lund 1971 och utsågs samma år till föreståndare för Medelhavsmuseet i Stockholm. Han var museets chef fram till 1989.
Han tilades professors namn 1994. Carl-Gustaf Styrenius hade förtroendeuppdrag såsom ordförande i Svensk-tunisiska föreningen 1972–1975, sekreterare i styrelsen för Svenska institutet i Athen från 1986, sekreterare i Föreningen Medelhavsmuseets vänner 1971–1989 (och därefter styrelseledamot till 1999), ledamot i styrelsen för Svenska arkeologiska samfundet 1978–1982, Svensk-grekiska sällskapet 1984–1997 och Svenska Istanbulinstitutets vänner från 1989, där han också blev sekreterare 1994. Han invaldes 1983 som korresponderande ledamot i Deutsches Archäologisches Institut.